# امیل نووناگل
امیل نووناگل (آلمانی: Emil Knoevenagel؛ زاده ۱۸ ژوئن ۱۸۶۵ درگذشته ۱۱ اوت ۱۹۲۱) یک شیمی‌دان اهل آلمان بود.